# Édouard Claparède
Édouard Claparéde (Genf, 1873. március 24. – Genf, 1940. szeptember 29.) svájci neurológus és gyermekpszichológus.

## Élete
Orvosi-, majd pszichológiai tanulmányait Théodore Flournoy tanítványaként végezte. 1897–ben a Genfi Egyetemen doktorált, 1897-98 között a La Salpetriére kórházban dolgozott Párizsban. 1901-ben Flournoy-val megalapította az Archives de Psychologie című folyóiratot, amelyet haláláig szerkesztett. 1904-ben visszatért a Genfi Egyetemre. 1904-ben és 1909-ben a 2. illetve 6. Nemzetközi Pszichológiai Kongresszus főtitkára volt. 1912-ben megalapította a Rousseau Intézetet. 1915-1940 között Flournoy utódaként pszichológiát tanított a Genfi Egyetemen.
A Nemzetközi Pszichológiai Kongresszus állandó titkára, az Association Internationale des Conferences de Psychotechnique örökös elnöke.
Afrikan Spir orosz filozófus lányát, Héléne Spirt vette feleségül.

## Munkássága
A gyermekpszichológiára, a tanításra és a memóriára fókuszált.
Claparède elvégzett egy igen széles körben ismertté vált kísérletet, amelyben azt vizsgálta, hogy egy fájdalmas esemény traumája megőrződik-e, ha a rövid távú emlékezet elvesztődik. Kísérletének alanya egy amnéziában szenvedő nő volt. A nőnek megmaradtak a régi emlékei és az alapképességei, de a közelmúlt eseményeire nem emlékezett. Claparède mindennap bemutatkozott neki, és a nő egyik alkalommal se emlékezett az arcára. Egy adott pillanatban Claparède egy gombostűt rejtett a kezébe, és kézfogás közben megszúrta a nő kezét. A következő napon a nő szintén nem emlékezett rá, de amikor Claparède odament hozzá kezet fogni, a nő habozott, mert észlelte a fenyegetést, noha a memóriája károsodott.

## Fordítás
- Ez a szócikk részben vagy egészben  az   Édouard Claparède című angol Wikipédia-szócikk fordításán alapul.  Az eredeti cikk szerkesztőit annak laptörténete sorolja fel. Ez a jelzés csupán a megfogalmazás eredetét és a szerzői jogokat jelzi, nem szolgál a cikkben szereplő információk forrásmegjelöléseként.